# Rudolf Zilkens

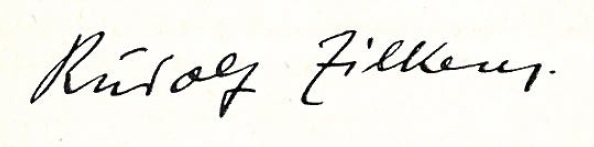
Zilkens Unterschrift im Jahr 1934

Rudolf Zilkens (* 18. Oktober 1899 in Köln-Ehrenfeld; † 25. Februar 1946 im NKWD-Speziallager Nr. 5 Ketschendorf bei Fürstenwalde/Spree) war ein deutscher nationalsozialistischer Politiker und Schriftsteller. Er war Mitglied des Preußischen Landtags (NSDAP, 1932–33) und Mitglied des Reichstages. Zilkens war vor allem als ein „Reichsredner der NSDAP“ bekannt.

## Leben und Wirken

### Jugend und Ausbildung
Zilkens war das zwölfte Kind des bekannten rheinischen Politikers Franz Joseph Zilkens (1847–1915). Dieser war Stadtverordneter in Köln für die Deutsche Zentrumspartei und galt wegen seiner gesellschaftlichen Stellung als Ziegeleiinhaber und Großgrundbesitzer als „der ungekrönte König von Ehrenfeld“. Besonders um die Erschließung Ehrenfelds zu einem Wohngebiet für gehobene Ansprüche hatte sich Franz Zilkens verdient gemacht (Ehrenfeldgürtel, Eichendorffstraße).
Rudolf Zilkens meldete sich 1917 freiwillig an die Front des Ersten Weltkriegs und wurde sofort einem Regimentstrupp zugeteilt. Bei Kämpfen bei Reims wurde er schwer verwundet, so dass er bis 1919 in einem Lazarett bleiben musste.
Ab 1919 studierte Zilkens Medizin, Kunst und Staatswissenschaft, bevor er nacheinander als Erdarbeiter, kaufmännischer Lehrling, Direktor und Journalist arbeitete.

### Politische Tätigkeit

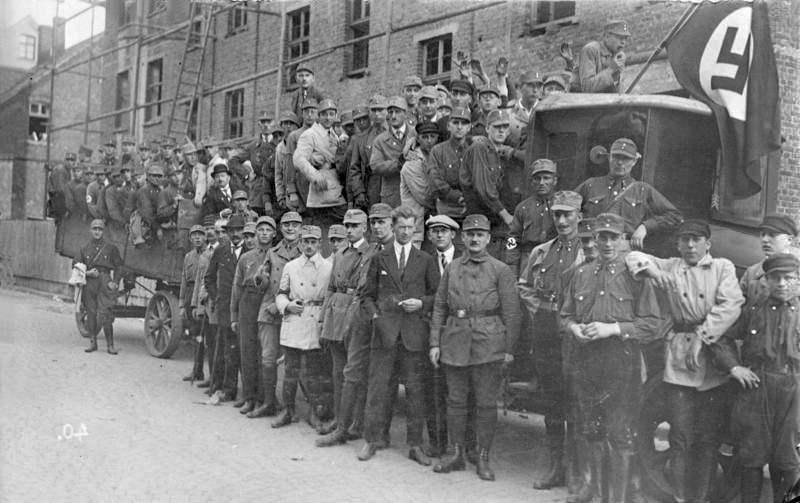
Essener SA auf der Fahrt zum Reichsparteitag in Weimar, Juli 1926. Darunter Josef Terboven (vorn, Mitte, in Zivil) und möglicherweise auch Zilkens (unidentifiziert)

Politisch begann Zilkens sich nach dem Ersten Weltkrieg in Kreisen der extremen politischen Rechten zu betätigen: Nachdem er zeitweilig dem Stahlhelm-Kampfbund angehört hatte, schloss er sich der NSDAP an, für die er eine umfangreiche Tätigkeit als politischer Werberedner entfaltete. Er siedelte nach Essen um und sprach als „Reichsredner“ der NSDAP in fünf Jahren 1500 Mal in Versammlungen und widmete sich Eigenaussagen zufolge dem propagandistischen „Kampf um die Arbeiterseele“. In seiner westfälischen Heimat brachte ihm dies in nationalsozialistischen Kreisen den Titel „Trommler des Ruhrgebiets“ ein, mit dem er auch seine Werke versah. Im März 1929 erstattete der Duisburger Polizeipräsident Heinrich Meyer (SPD) Strafanzeige nach dem Republikschutzgesetz gegen Zilkens, weil dieser angeblich den preußischen Innenminister Albert Grzesinski beschimpft hatte.
Zilkens wurde neben NSDAP-Gauleiter Josef Terboven zu einem der wichtigsten nationalsozialistischen Redner und Politiker des Rheinlandes und war ein „Paradebeispiel“ für die nationalsozialistische Werbung in der Arbeiterschaft. Wie diese Werbung vor sich ging, schildert der Bericht eines KPD-Genossen für seine Gauleitung Ruhr vom November 1932:

„In ein Essener Lokal hatte der dortige Ortsgruppenvorsitzende der NSDAP, Zilkens […] Kommunisten eingeladen. Um deren Vertrauen zu gewinnen, beschäftigte er sich zunächst mit der kommunistischen Idee. Zwar bestünden prinzipielle Gegensätze zwischen den beiden Anschauungen, aber insgesamt habe man auch zahlreiche Übereinstimmungen. Der Kampfgedanke sei beiden Bewegungen gemeinsam. Allerdings müsse es als Utopie gelten, die Ziele der Arbeiterklasse auf internationalem Wege durchsetzen zu wollen. Nur die Nationalsozialisten kämen als Retter der Arbeiterklasse in Frage, da ihre Weltanschauung nicht materialistisch sei.“

Bereits am 12. Dezember 1930 verhandelte ein erweitertes Schöffengericht in Oberhausen gegen Zilkens, weil dieser Monate zuvor in einer Versammlung verkündet hatte, dass bei der Machtübernahme der NSDAP Köpfe rollen würden u. a. der des Staatssekretärs Otto Meissner. Die Polizei hatte daraufhin die Versammlung aufgelöst. Da Zilkens nicht zur Gerichtsverhandlung erschien, wurde die Verhandlung vertagt und ein Haftbefehl gegen Zilkens ausgestellt.
Joseph Goebbels, damals Reichspropagandaleiter der NSDAP, notierte zu einer Rede Zilkens im Juli 1931 in sein Tagebuch:

„Dresden. Auf die Radrennbahn. 40 000 Menschen. Imposante und hinreißende Kundgebung. Erst spricht Zilkens-Essen. Sehr schwach und dumm. Zu überladen mit ‚Witz‘. Peinlich, peinlich! Dann spreche ich eine Stunde. […] Abends spät erzählt Zilkens mir noch, daß Göring und Auwi an der Ruhr gegen mich hetzen. Sollen sie.“

Im Oktober 1931 schrie Zilkens einem linksgesinnten Zwischenrufer auf einer NS-Versammlung zu:

„Wir werden Euch im Dritten Reich die Eier schleifen, dass ihr die Engel im Himmel pfeifen hört.“

Ebenfalls 1931 wurden Zilkens als Ortsgruppenleiter von Essen unter anderem „dauernde Zechgelage“, „moralische Vergehen“, „Unterschleifung von Versammlungsgelder“ und „Zechschulden“ nachgesagt. Weshalb sich im gleichen Jahr 46 NSDAP-Mitglieder in Essen von ihm und der Partei lossagten und eine Ortsgruppe der „Revolutionären NSDAP“ (auch „Schwarze Front“) unter Otto Strasser gründeten.
Zilkens war an zahlreichen Saalschlachten beteiligt. So wurde er Anfang 1932 als Diskussionsredner bei einer KPD-Versammlung in Duisburg niedergeschlagen und mehrfach gestochen.
Als politischer Schriftleiter der nationalsozialistischen Zeitung Die neue Front, kam Zilkens im Mai 1932 in den Preußischen Landtag, dem er bis 1933 angehörte. Ende Oktober 1932 wurde gegen Zilkens Strafanzeige gestellt, da er am 22. Oktober 1932 in Osnabrück den Reichskanzler Franz von Papen beleidigt haben sollte. Nach seiner Tätigkeit als Landtagsabgeordneter war Zilkens Archivar der nationalsozialistischen Landtagsfraktion im Preußischen Landtag.
Als NSDAP-Funktionär und „Alter Kämpfer“ der Partei war Zilkens Ortsgruppenleiter, Kreisleiter, Gaupropagandaleiter und Stadtrat in Essen. Weiterhin war er Reichstagsabgeordneter und stand dafür auf Platz 1 der Kandidatenliste der NSDAP für den Wahlkreis Düsseldorf-West.
Nach der „Machtergreifung“ war Zilkens Abteilungsleiter im Reichspropagandaamt in Berlin und fiel auf weil ihm nachgesagt wurde, dass er sich im betrunkenen Zustand vor den Gästen eines Hotels schlecht benommen habe.
Rudolf Zilkens starb 1946 in einem sowjetischen Internierungslager. Seine Ehefrau Eva Josephine Zilkens (* 1899, geborene Annen) starb 1986 in Nowra (Australien). Beide hatten neben dem gleichnamigen Sohn, noch ein weiteres Kind.

### Schriftstellerische Tätigkeit
Zilkens veröffentlichte eine Reihe von Schriften im Geist der Blut-und-Boden-Dichtung: Sein Roman Das klingende Herz (1933) wurde als der „erste große nationalsozialistische Bekenntnisroman“ bezeichnet. Das Vorwort seiner Schrift Deutsche Lieder von Freiheit, Liebe und Tod (1934) widmete er Georg Sluyterman von Langeweyde, der das Buch mit dreizehn Holzschnitten und dem Titelbild illustrierte. In diesem Vorwort schreibt er:

„[…] daß gerade unsere große Zeit wie keine andere ein Recht darauf hat, daß die Jugend in ihr singe, weil doch gerade jetzt die Jugend wieder eine Zukunft fand. Aber ich möchte, daß diese Jugend, für die auch wir gekämpft und geblutet haben, Lieder singt, die aus unserer Zeit und dem Geiste unseres Kampfes entstanden.“

Nach dem Zweiten Weltkrieg fand Zilkens nur noch wenig Resonanz. In der Sowjetischen Besatzungszone wurden die meisten seiner Schriften auf die Liste der auszusondernden Literatur gesetzt.

## Schriften (Auswahl)
- Prometheus. R. Z. Verlag am Rhein, Köln 1925.
- Der Kampf um die Arbeiterseele. In: Unser Wille und Weg. Heft 6/Juni 1933, S. 152 ff.
- Wider den nationalen Kitsch. In: Freiheitskampf. Dresden, 19. Mai 1933.
- Das klingende Herz. Korn, Breslau 1933.
- Deutsche Lieder von Freiheit, Liebe und Tod. J. P. Bachem Verlag, Köln 1934.
- Trommeln an der Ruhr. Weber, Essen 1935.
- Urlaub in Masuren: Ein Buch der Kameradschaft. Verlag Deutsche Kultur-Wacht, Berlin-Schöneberg 1935.
- Immer Soldat: Gedichte aus Krieg und Kampfzeit. Küster & Co., Essen 1937.

## Auszeichnungen (Auswahl)
- Blutorden[28]